# Lloyd Doggett
Lloyd Alton Doggett II, född 6 oktober 1946 i Austin, Texas, är en amerikansk demokratisk politiker och jurist. Han är ledamot av USA:s representanthus sedan 1995.
Doggett studerade vid University of Texas at Austin. Han avlade 1967  kandidatexamen och 1970 juristexamen. Han var ledamot av delstatens senat 1973–1985 och domare i Texas högsta domstol 1989–1994.
Doggett kandiderade 1984 till USA:s senat. Han förlorade mot republikanen Phil Gramm med 41% av rösterna mot 59% för Gramm.
I mellanårsvalet i USA 1994 besegrade Doggett republikanen Jo Baylor med 56,31 procent av rösterna mot 39,80 procent för Baylor, medan libertarianen Jeff Hill fick 1,46 procent. Det fanns också två obundna kandidater: Michael L. Brandes som fick 1,28 procent av rösterna och Jeff Davis som fick 1,16 procent.